# ژنرال پیندو
ژنرال پیندو (به اسپانیایی: General Pinedo) یک منطقهٔ مسکونی در آرژانتین است که در Doce de Octubre Department واقع شده‌است. ژنرال پیندو ۱۵٬۷۴۱ نفر جمعیت دارد.